# Gagea trinervia
Gagea trinervia là một loài thực vật có hoa trong họ Liliaceae. Loài này được (Viv.) Greuter miêu tả khoa học đầu tiên năm 1970.